# ام‌وی فینلند
ام‌وی فینلند (به انگلیسی: MV Finnland) یک کشتی است که طول آن ۱۱۷ متر (۳۸۴ فوت) می‌باشد. این کشتی در سال ۲۰۰۶ ساخته شد.